# Gaer Llwyd

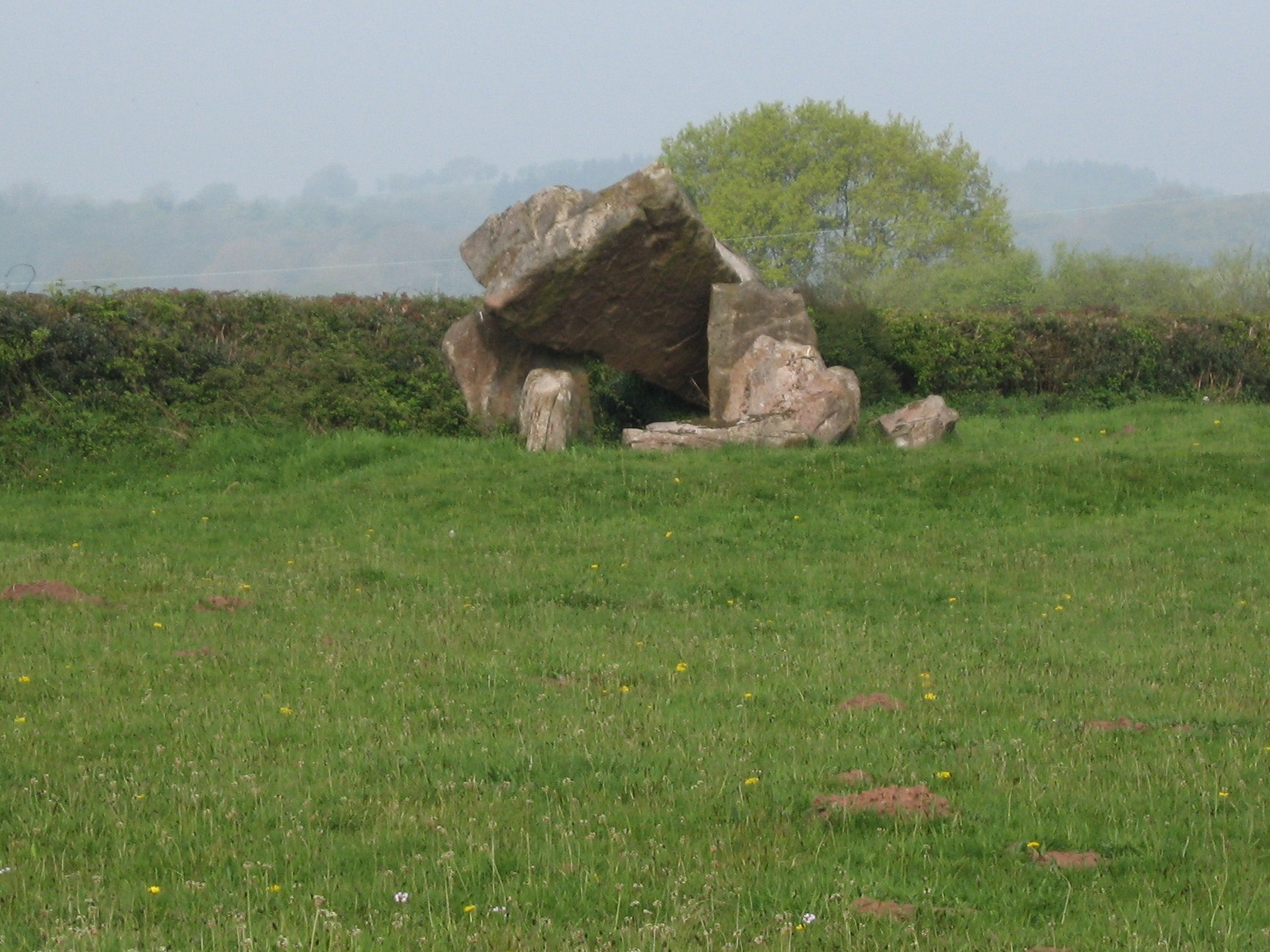
Gaer Llwyd

Gaer Llwyd (auch Gaerllwyd oder Y Garn Llwyd genannt) liegt hinter einer Hecke im Weiler Gaerllwyd (auch Gaer-Ilwyd), nahe der Gaerllwyd Baptist Chapel und der B4235 zwischen Chepstow und Usk in Monmouthshire in Wales.
Es ist ein beschädigter Dolmen mit einem großen verstürzten Deckstein und drei deplatzierten Tragsteinen. Es könnten die Reste eines Portal Tombs sein. Es gibt einige weitere große Steine, die neben dem Dolmen liegen.